# Sajas
Sajas é uma comuna francesa na região administrativa de Occitânia, no departamento de Alta Garona. Estende-se por uma área de 5 km². Em 2010 a comuna tinha 125 habitantes (densidade: 25 hab./km²).